# Gogineni-Subglazialgraben
Der Gogineni-Subglazialgraben (englisch Gogineni Subglacial Trench) ist ein durch Gletschereis vollständig überdeckte Senke in Ostantarktika. Im Viktorialand verläuft der Graben unter dem Byrd-Gletscher zwischen der Britannia Range und der Nicholson-Halbinsel. Sein Zentrum liegt rund 120 km südwestlich der Mündung des Byrd-Gletschers am Barne Inlet ins Ross-Schelfeis.
Das Advisory Committee on Antarctic Names benannte ihn 2013 nach Sivaprasad („Prasad“) Gogineni von der University of Kansas, der unter Federführung der National Science Foundation und der NASA maßgeblich an der Auswertung von Fernerkundungsdaten über Antarktika beteiligt war. 